# Aparcador de cotxes
Un aparcador de cotxes (de l'anglès parking valet) és una persona d'un establiment turístic que s'ocupa d'aparcar l'automòbil dels clients quan hi arriben i de tornar-los-el quan en marxen. Un aparcador de cotxes és generalment un empleat de l'establiment o d'un servei subcontractat. Generalment el servei té un cost fix o una taxa basada en el temps que el cotxe està aparcat i es sol donar una propina a l'aparcador.

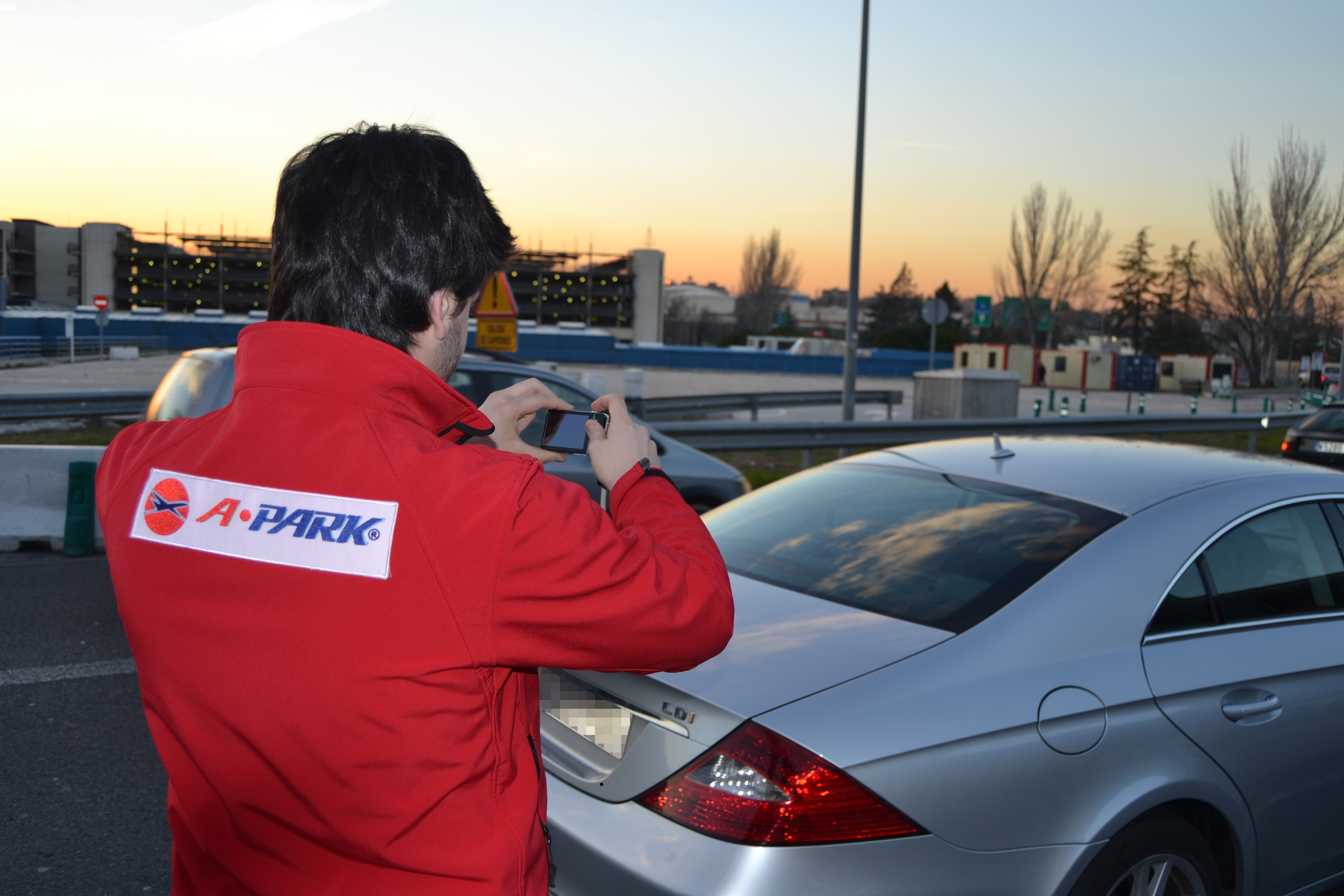
Aparcador aeroportuari de l'empresa Airpark

L'ofici de parking valet probablement va aparèixer per primera vegada en la dècada dels 1930 als Estats Units, on l'escassetat de llocs d'estacionament en ciutats com Nova York, Chicago i Sant Francisco va propiciar el seu creixement. En cap altre lloc aquest servei es va popularitzar com a Los Angeles. Els registres fotogràfics més antics mostren famosos de Hollywood llançant les seves claus a servidors d'aquest gremi. Hi ha una altra varietat destinada a l'aparcament de cotxes als aeroports i estacions de tren: l'aparcador de cotxes acull el viatger en arribar a l'entrada de l'estació o aeroport i aparca, guarda i torna el vehicle al retorn del client.
No s'ha de confondre amb valet parking que és un aparcament sovint en un centre comercial amb serveis: una zona on el conductor pot deixar el seu vehicle i la clau per fer-lo rentar o efectuar altres operacions de manteniment mentrestant fa altres activitats.
Alguns vehicles venen amb una clau addicional, coneguda com una clau d'aparcador que el posa en marxa i obre la porta del costat del conductor, però impedeix que l'aparcador tingui accés als objectes de valor que es troben dins el maleter o la guantera.